# Адријан Зутил
Адријан Зутил (Штарнберг, 11. јануар 1983) немачки је аутомобилиста који је возио у Формули 1 седам сезона.

## Биографија
Адријан Зутил је рођен 11. јануара 1983. у Штарнбергу, Баварска. Тренутно је члан Форс Индија тима. Његови родитељи су професионални музичари, а отац му је Уругвајског порекла. У Формулу 1 дошао је 2006. године, и био тест-возач тима Митланд Ф1. Од наредне сезоне возио је званичне трке са холанђанином Кристијан Алберсом. Након константно лошијих резултата од тимског колеге, губи место у тиму, а нови возач постаје Маркус Винкелхок. У овој сезони укупно је возио 17 трка, остварио 1 бод и заузео 19. место у генералном пласману. Следећа сезона се завршила лоше за њега. И поред промене тима, доласка у Форс Индија тим, Зутил завршава сезону без освојеног бода.